# Trönö gamla kyrka
Trönö gamla kyrka ligger i Trönö nordväst om Söderhamn i Hälsingland. Den ägs av Statens fastighetsverk och är belägen i Norrala-Trönö församling i Uppsala stift. Kyrkan är Norrlands bäst bevarade medeltida kyrka, arkitekturen skvallrar om 1500-tal men kyrkan har anor från 1200-tal. Trönö gamla kyrka har olikt många andra medeltida kyrkor förskonats från genomgripande sentida ingrepp.

## Historik
Genom att kyrkans murbruk av gråsten är oputsad så kan man avläsa dess historia i fogar och skarvar, varje tillägg har lämnat spår. De äldsta delarna från 1200-talet kan ses i långhusets nordvästra del, under 1500-talet förvandlades den smala gråstenskyrkan till en större enskeppig salkyrka med valv och vackra gropkapitäl. Under 1700-talet byggdes en ny sakristia och flera nya inventarier tillkom, bland annat altaruppsatsen och bänkinredningen.
Runt Trönö gamla kyrka går en mycket ovanlig bogårdsmur, stigluckorna har sadeltak av tjärade brädor, muren har även daterats till medeltid även om den delvis har murats om under senare tid.
Klockstapelns ålder är okänd men utformningen påminner om de norska stavkyrkorna, med spåntak och spånklädda stolpar. I klockstapeln sitter en minnesklocka från 1936 som två gånger om året ringer till minne av ärkebiskop Nathan Söderblom på hans födelse- och dödsdagar. Den nordost om kyrkogården belägna prästgården, även kallad Söderblomsgården, var Nathan Söderbloms barndomshem.
År 1895 stod Trönö nya kyrka färdig och många av Trönö gamla kyrkas inventarier flyttades till den nya kyrkan, bland annat Trönöskrinet, ett emaljerat relikskrin med scener ut Thomas Beckets liv, tillverkat i den franska staden Limoges i början av 1200-talet. Trönö nya kyrka ödelades i en brand 1998 varvid många av kulturskatterna gick förlorade. Trönöskrinet räddades dock och restaurerades av Riksantikvarieämbetet och finns nu åter i Trönö nya kyrka. Trönö gamla kyrka övergavs vid den nya kyrkans öppnande men restaurerades varsamt 1914–1915.

## Inventarier
I Trönö gamla kyrka finns flera medeltida skulpturer. Helgonskåpet som sitter till höger om altaret innehåller skulpturer föreställande Katarina av Vadstena och Sankt Lars (S:t Laurentinus) gjord av Haaken Gulleson från början av 1500-talet. Här finns också en skulptur föreställande Johannes där han har kalken i ena handen och den andra handen pekande mot altaret. Triumfkrucifixet är från början av 1400-talet. I den bakre delen av kyrkan finns ett skåp som skulpturerna av åtta små figurer blev stulna ur 1983.
Predikstolen tillverkades 1664 av bildhuggaren Olof Persson från Ljusdal och den målades första gången 1747. Övriga inventarier att nämna är ett senmedeltida rökelsekar, ett votivskepp från 1648 och en kyrkvaktmästarstav med silverknopp från 1805. Som nämnts ovan flyttades många föremål över till den nya kyrkan i slutet av 1800-talet, däribland Trönöskrinet och ett par gamla mässhakar, av vilka en var från 1400-talet.

### Orgel
1852 köpte man in en orgel som ställdes upp i kyrkan av Pehr Hedström, Lagga. Orgeln var byggd omkring år 1800 av Pehr Strand, Stockholm. Orgeln är mekanisk med slejflådor och har ett tonomfång på 54/13.
| Manual         | Pedal      |
| Fugara 8' D    | Gedacht 8' |
| Gedacht 8' B/D | Flöjt 4'   |
| Oktava 4' B/D  |            |
| Fagott 8' B    |            |

## Galleri

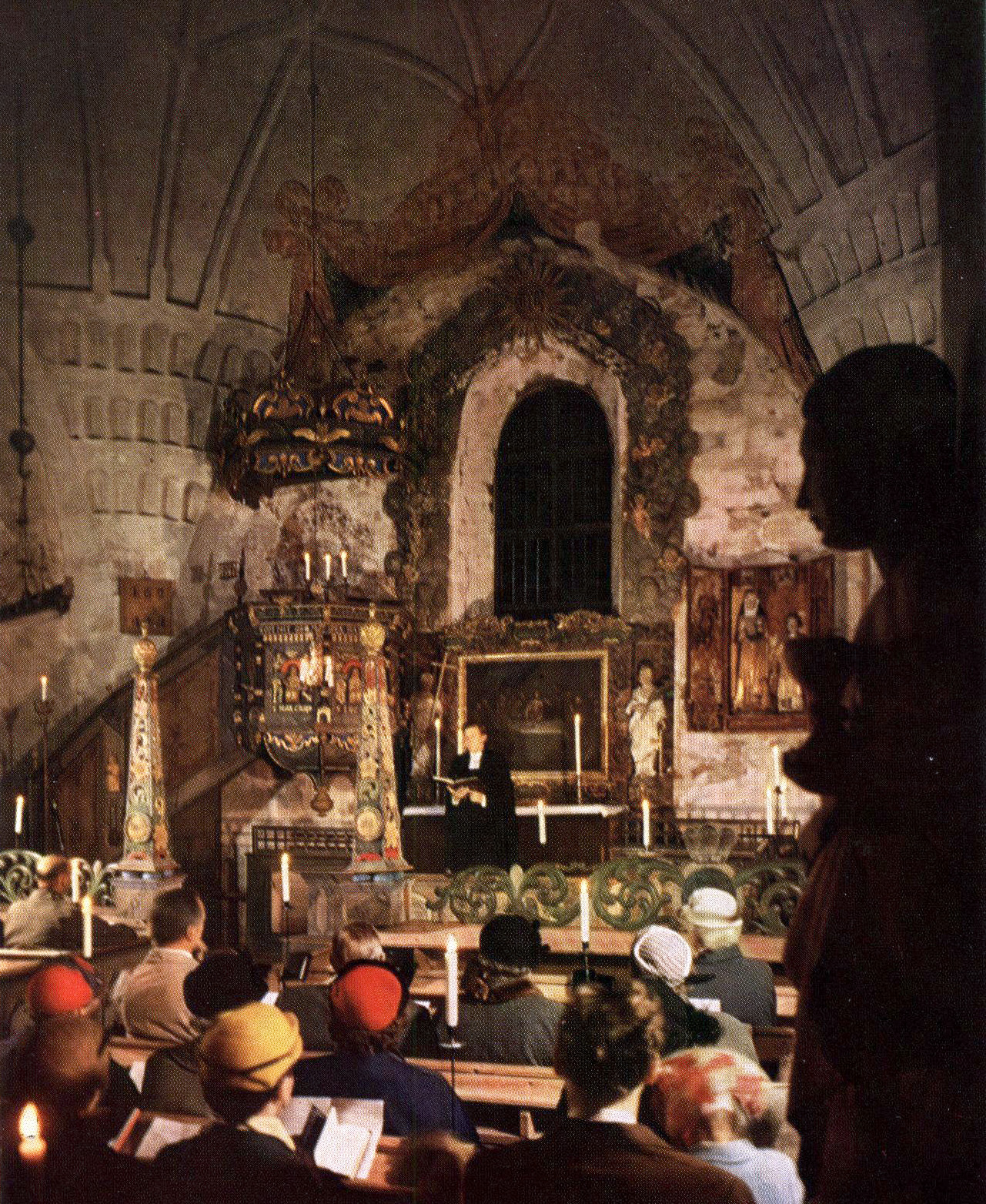
Gudstjänst 1958
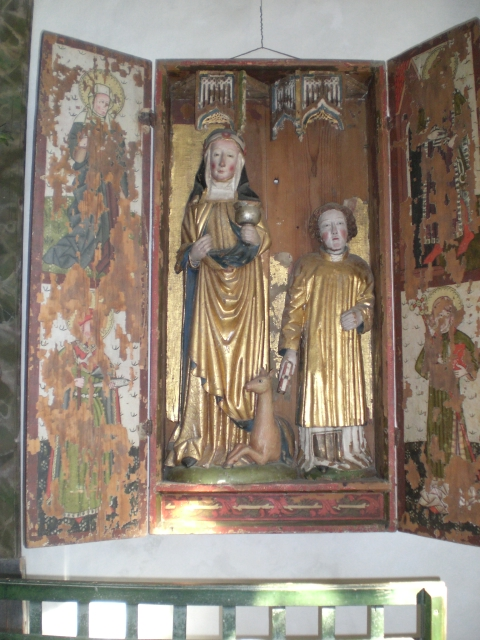
Helgonskåpet
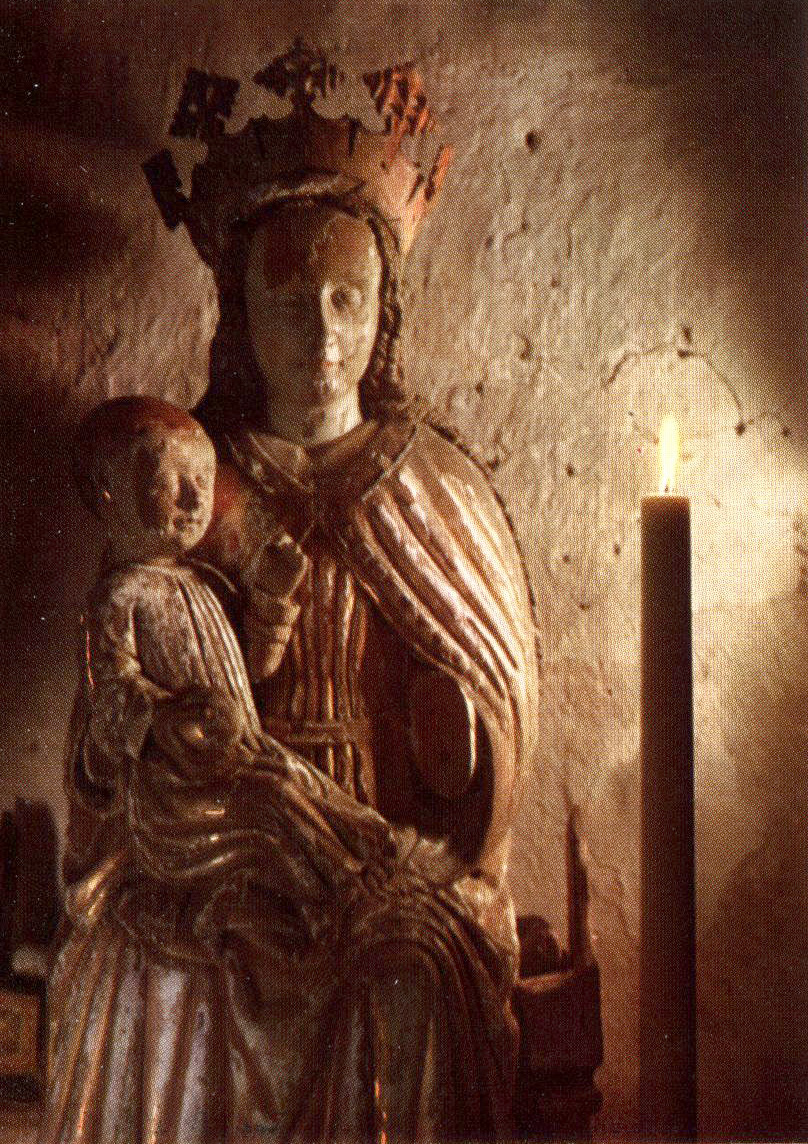
Skulptur utförd av Haaken Gulleson